# Этапы в армии Российской империи
Эта́п:
- пункт для ночлега, отдыха и питания проходящих (передвигающихся) по военным дорогам[2] войсковых частей[3] (воинских частей), команд[2][4], оборудованный участок пути (водного, грунтовой дороги, позднее и железной), в военное время, по которым происходило передвижение войсковых частей, команд и транспортов ВС России;
- пункт расположения медицинских учреждений, в системе эвакуации раненых и больных, оказывающих медицинскую помощь направляемым в тыл раненым и больным[4];
- пункт для ночлега и днёвок партий арестантов и войсковых команд во время передвижений их по грунтовым дорогам[5].

## История
В «Уставе воинском» 1716 года, утверждённом Петром I указывалось, что в полевом управлении Русской армии использование дорог в военных целях, их ремонт и содержание, передвижение войск и воинских грузов, находятся в ведении особого учреждения, возглавляемого генерал-вагенмейстером. Пути сообщения, используемые в интересах войск, в сочетании со специальным армейским транспортом стали называться «военными сообщениями».
В 1812 году согласно «Учреждению для управления большой действующей армией» на театре военных действий (Театре войны) планирование и организацию передвижения войск осуществляли директор военных сообщений и генерал-вагенмейстер, подчинённые непосредственно состоявшему при начальнике Главного штаба армии дежурному генералу, а орган, обеспечивающий выполнение этих задач, стал называться «службой военных сообщений». Данная служба контролировала этапы — складочные пункты провианта (магазины) и станции, приспособленные для остановки и отдыха войск.
Этапы в армии Вооружённых сил Российской империи учреждались на коммуникационных линиях, то есть на тех дорогах, по которым происходило передвижение войсковых частей, команд и транспортов; на грунтовых дорогах этапы, величиной в один нормальный дневной переход, учреждались на расстоянии не более 25 (20 — 30) верст один от другого, на железнодорожных и водных путях — в местах посадок и высадок, а на железных дорогах, кроме того, на узловых станциях и в местах расположения продовольственных пунктов (магазинов), с таким расчётом, чтобы передвигающиеся по железной дороге войска получали горячую пищу не менее одного раза в сутки.
В том этапном пункте, где начиналось собственно военное движение, учреждался начальный этап (начальный пункт военной дороги или этапной линии); в конечном пункте дороги, не далее 25 (20 — 30) верст от штаба армии, корпуса или отряда, обслуживаемых дорогой, устраивался головной этап, который переносился вперед по мере наступления армии; в более важных пунктах учреждались сборные этапы, где назначались войсковым частям и командам днёвки, производилась поверка и распределение команд и транспортов, а также формирование команд из отдельно следующих людей; все остальные этапы назывались промежуточными.
На каждом этапе организовывалось особое этапное управление во главе с этапным комендантом, который через начальника этапного участка подчинялся начальнику этапа армии и пользовался правами уездного воинского начальника. На занятой армией неприятельской территории этапному коменданту до учреждения временного гражданского управления подчинялись также администрация и полиция.
На каждом этапе отводились квартиры для проходящих войсковых команд и отдельно следующих чинов, указывались места для привалов, размещения транспортных средств и водопоя, заготавливались запасы продовольствия и фуража, устраивались продовольственные пункты с кухнями и пекарнями, а также приёмные покои для больных, учреждались почтовые станции для перевозки корреспонденции и курьеров и наряжались подводы для следующих в армию и обратно.

## Этапный комендант
Этапный комендант,  Комендант этапный — назначался в Вооруженных силах Российской империи для заведования в военное время каждым этапом, учреждённых на тех дорогах, по которым происходило передвижение войсковых частей, команд и транспортов. В подведомственном ему районе этапный комендант был представителем военной власти и непосредственным начальником всех воинских команд и чинов, находящихся на этапе для местной караульной, конвойной и военно-полицейской службы. В местностях, занятых по праву войны, впредь до учреждения особого гражданского управления, ему подчинялись все местные органы администрации и полиции. Он распоряжался отводом помещений для проходящих частей и команд, для госпиталей, лазаретов и для всех управлений и штабов. При этапных комендантах состояли:
- канцелярия;
- помощники и офицеры для исполнения обязанностей комендантских адъютантов.

Позднее на железнодорожных этапах назначались, не всегда, коменданты железнодорожных станций. Это был офицер, назначаемый для наблюдения за правильностью и своевременностью передвижения воинских частей (воинских эшелонов) и грузов, а также за погрузкой и разгрузкой воинских поездов.
Комендант этапный был ближайшим и ответственным исполнителем распоряжений начальника этапов. 

... В самый день обнародования Высочайшего манифеста о войне, ввиду немедленного движения за границу одновременно с войсками различных грузов и заготовлений интендантского, артиллерийского и инженерного ведомств, направляющихся по румынским железным путям, начальник военных сообщений назначил восемь штаб и обер-офицеров на должности этапных и станционных комендантов в следующие пункты: Унгены, Яссы, Пашканы, Роман, Бакеу, Аджуд, Текуч и Барбош. ...— Всеволод Крестовский, «Двадцать месяцев в действующей армии (1877—1878): Письма в редакцию газеты «Правительственный Вестник» от её официального корреспондента лейб-гвардии уланского Его Величества полка штаб-ротмистра Всеволода Крестовского.»

## Этапная команда
Этапная команда — воинская часть, служащая для сопровождения и охраны транспортных и арестантских партий.
Этапные команды, в России, были образованы, в 1810-х годах, из регулярных пехотных полевых полков вполне аналогично по штатам с существовавшими уже инвалидными командами. Этапные команды были учреждены только в Европейской России, в Сибири же продолжали нести конвойную службу по-прежнему башкирцы, мещеряки, городовые казаки и внутренняя стража. 
Например: 10 января 1818 года, при Петербургском внутренним гарнизонном батальоне были учреждены Выстовская и Касковская пешие этапные команды, для сопровождения арестантов до Архангельска и Риги.
В соответствии с Высочайшим указом «О этапах в сибирских губерниях», от 1822 года, в Сибири были введены этапы и этапные команды. В этих этапных командах полагалось иметь 61 обер-офицера, 122 унтер-офицера, 61 музыканта, 1 525 рядовых, 8 лекарей, 61 денщика, 244 казака, 488 казачьих лошадей и 244 подводы, требовалось вооружить и снабдить зимей одеждой 1 908 человек личного состава. На каждый Сибирский этап определялась команда из офицера, двух унтер-офицеров, барабанщика и 25 рядовых пеших солдат. Команда подчинялась командиру гарнизонного полка или гарнизонного батальона, расположенного в губернском городе и выполнявшего обязанности внутренней стражи, подобно командам уездных инвалидов. Сибирские этапные команды жили осёдло: солдат наделяли землей до пяти десятин в тех селениях, где располагался этап. В них набирали преимущественно людей семейных; служба проходила по возможности недалеко от мест прежнего жительства. Для военнослужащих в окрестных городах на тракте строились этапные лазареты, так в Тобольской и Томской губерниях их было пять.
13 августа 1864 года все этапные команды, для конвоирования пересыльных, были включены в состав местных войск. На начало XX века конвойная служба при пересылке казённых транспортов и людей, следующих этапным порядком была возложена на 22 местные бригады.
Всего в XIX — начале XX века этапными командами и гарнизонными войсками в городах было окараулено и этапировано в Сибирь около 1 000 000 человек.

## Этапный участок
Этапный участок (отдельный этапный участок) — военная дорога, по которой происходит, в военное время, передвижение войск (сил) и военных грузов. 
В военное время дороги, по которым происходит передвижение войск (сил), транспортов и военных грузов, переходят в заведование особого начальника этапов действующей армии. Большие дороги делились на несколько этапных участков. 

## Этапное отделение
Этапное отделение — отделение, в составе Управления военных сообщений (ВОСО) штаба военного округа, для заведования препровождением нештатных команд, этапной пересыльной частью и для подготовки устройства в военное время этапной и транспортной части.
Этапные отделения в ВС России, имперского периода учреждены Военным Постановлением в 1869 году.

## Этапное учреждение
Этапные учреждения — категория эшелонируемых в тылу тыловых учреждений, в полной готовности предложить Русской армии свои запасы и средства для удовлетворения разнородных потребностей для её действующих формирований.
К данной категории относились:
- этапные пункты на военных дорогах — начальный, головной, промежуточные и сборные. В каждом этапном пункте устраивается станция, состоящая из укреплённого поста, магазина обуви, одежды и продовольственных запасов и госпиталя, под прикрытием гарнизона. К каждой станции приписывается участок окружной местности, в районе 10 — 15 верст, для исполнения местными жителями подводной и других повинностей, для их выполнения реквизиционным путём;
- железнодорожные продовольственные пункты[20].